# Championnat d'Écosse de football 1903-1904
Navigation
Édition précédente Édition suivante
La 14e édition du championnat d'Écosse de football est remportée par le Third Lanark. C’est le premier et dernier titre national du club de Glasgow. Il gagne avec quatre points d’avance sur  Heart of Midlothian. Le Celtic complètent le podium. 
Le championnat continue sa transformation et passe à 14 clubs.
À la fin de la 13e saison, aucun club n’est relégué. À l’opposé, deux clubs voient leurs dossiers acceptés par les clubs de première division et sont donc promus en première division. Motherwell et Airdrieonians y font leur toute première apparition.
Avec 28 buts marqués, Robert Hamilton des Rangers  remporte le titre de meilleur buteur du championnat.

## Les clubs de l'édition 1903-1904
| Club                                | Ville      |
| ----------------------------------- | ---------- |
| Airdrieonians Football Club         | Airdrie    |
| Celtic Football Club                | Glasgow    |
| Dundee Football Club                | Dundee     |
| Morton Football Club                | Greenock   |
| Heart of Midlothian Football Club   | Édimbourg  |
| Hibernian Football Club             | Leith      |
| Kilmarnock Football Club            | Kilmarnock |
| Motherwell Football Club            | Motherwell |
| Partick Thistle Football Club       | Glasgow    |
| Port Glasgow Athletic Football Club | Glasgow    |
| Queen's Park Football Club          | Glasgow    |
| Rangers Football Club               | Glasgow    |
| Saint Mirren Football Club          | Paisley    |
| Third Lanark Athletic Club          | Glasgow    |

## Compétition

### Classement
Le classement est établi sur le barème de points classique (victoire à 2 points, match nul à 1, défaite à 0).
| Rang | Équipe                | Pts | J  | G  | N | P  | Bp | Bc | Diff |
| ---- | --------------------- | --- | -- | -- | - | -- | -- | -- | ---- |
| 1    | Third Lanark          | 43  | 26 | 20 | 3 | 3  | 61 | 26 | +35  |
| 2    | Heart of Midlothian   | 39  | 26 | 18 | 3 | 5  | 62 | 34 | +28  |
| 3    | Celtic                | 38  | 26 | 18 | 2 | 6  | 68 | 27 | +41  |
| 4    | Rangers               | 38  | 26 | 16 | 6 | 4  | 80 | 33 | +47  |
| 5    | Dundee                | 28  | 26 | 13 | 2 | 11 | 54 | 45 | +9   |
| 6    | Saint Mirren          | 27  | 26 | 11 | 5 | 10 | 45 | 38 | +7   |
| 7    | Partick Thistle       | 27  | 26 | 10 | 7 | 9  | 46 | 41 | +5   |
| 8    | Queen's Park          | 21  | 26 | 6  | 9 | 11 | 28 | 47 | -19  |
| 9    | Port Glasgow Athletic | 20  | 26 | 8  | 4 | 14 | 32 | 49 | -17  |
| 10   | Hibernian             | 19  | 26 | 7  | 5 | 14 | 29 | 40 | -11  |
| 11   | Morton                | 18  | 26 | 7  | 4 | 15 | 32 | 53 | -21  |
| 12   | Airdrieonians         | 18  | 26 | 7  | 4 | 15 | 32 | 62 | -30  |
| 13   | Motherwell            | 15  | 26 | 6  | 3 | 17 | 26 | 61 | -35  |
| 14   | Kilmarnock            | 13  | 26 | 4  | 5 | 17 | 24 | 63 | -39  |

|  | Champion d'Écosse |
|  | Relégation        |

## Bilan de la saison
| Tableau d'Honneur                |              |
| Compétition                      | Vainqueur    |
| Championnat d'Écosse de football | Third Lanark |
| Coupe d'Écosse de football       | Celtic       |

| Promotions et relégations |       |
| Promus                    | Aucun |
| Relégués                  | Aucun |

## Statistiques

### Meilleur buteur
- Robert Hamilton, Rangers,   28 buts